# Кох, Иоганн Фридрих Вильгельм
Иоганн Фридрих Вильгельм Кох (нем. Johann Friedrich Wilhelm Koch, 30 мая 1759 — 8 марта 1831) — немецкий ботаник, миколог, доктор богословия и шахматный теоретик.

## Биография
Иоганн Фридрих Вильгельм Кох родился в городе Магдебург 30 мая 1759 года.
В 1779 году он получил учёную степень в области теологии в Университете Галле.
В 1829 году богословский факультет Университета Галле присудил ему почётную степень доктора богословия.
Иоганн Фридрих Вильгельм Кох умер в городе Магдебург 8 марта 1831 года, по другим данным 31 марта 1833 года.

## Научная деятельность
Иоганн Фридрих Вильгельм Кох специализировался на Мохообразных, семенных растениях и на микологии.

## Деятельность в области шахмат
Известен также как автор ряда шахматных руководств, получивших широкую известность: «Превосходное, и можно сказать, единственное в сем роде сочинение…» [отзыв А. Петрова (1824) о втором издании руководства Коха] (1813—1814). Наряду с собственными данными, Кох использовал сведения из книг Густа Селена, Дж. Греко, Ф. Стаммы, Ф. А. Филидора и других. Разработал первоначальный вариант шахматной нотации, применяемый в современных международных соревнованиях по переписке.

## Некоторые публикации

### Ботанические
- Botanisches Hdb. für teutsche Liebhaber der Pflanzenkunde überhaupt und für Gartenfreunde, Apotheker und Oekonomen insbesondere («Botánica para amantes de la Botánica, jardineros aficionados, farmacéuticos y economistas»). 3 vols.: 1797—1798, 1824—1826.
- Die Schachspielkunst, nach den Regeln und Musterbeispielen des Gustav Selenus etc. («El Arte del Ajedrez, de acuerdo a las reglas y ejemplos clásicos de Gustav Selenus etc.») 2 vols., 1801—1803.
- Mikrographie («Micrografía»), 1803.
- Anleitung für Lehrer in Elementarschulen zu einem wirksamen Selbstunterrichte («Manual para maaestros de escuelas elementales para un efectivo autoaprendizaje»), 1813, 1817.
- Der Dom zu Magdeburg («La Catedral de Magdeburgo»), 1815.
- Tausendjähriger («Calendario del milenio»), 1824.

### Шахматные
- Die Schachspielkunst, Bd 1—2, Magdeburg, 1801—1803;
- Codex der Schachspielkunst, Tl 1—2, Magdeburg, 1813—1814;
- Elementarbuch der Schachspielkunst, Magdeburg, 1828.